# Giulio D'Antona

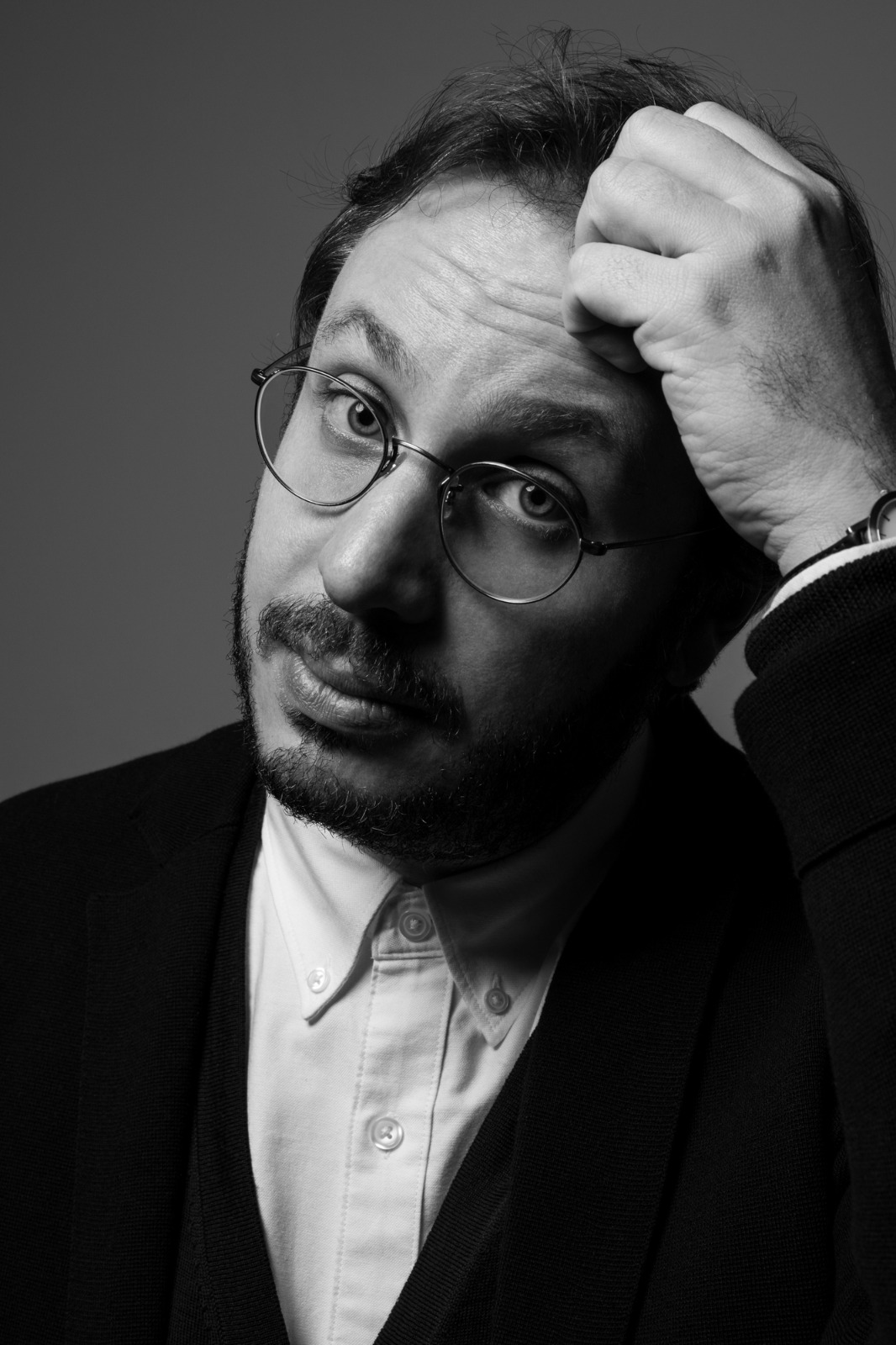
Giulio D'Antona, 2019

Giulio D'Antona (Milano, 24 novembre 1984) è uno scrittore, traduttore e produttore cinematografico italiano.

## Biografia
Giulio D'Antona nasce a Milano nel 1984. Nel 1989 la sua famiglia si trasferisce a Taino, sulla sponda lombarda del Lago Maggiore dove rimarrà fino alla fine del Liceo linguistico. Tornato a Milano per frequentare la facoltà di Scienze Naturali dell'Università degli Studi di Milano, comincia a collaborare con il quotidiano locale La Prealpina e con il mensile Blow Up, occupandosi di libri. Terminati gli studi, nel 2012 entra a far parte della redazione del quotidiano online Linkiesta, prima come responsabile della sezione cultura e poi come caporedattore. Nello stesso anno, pubblica la sua prima raccolta di racconti per Eclissi Editrice, dal titolo Senza un briciolo di emozione.
Dopo aver conosciuto lo sceneggiatore e fumettista Tito Faraci, nel 2013 inizia a scrivere e pubblicare storie per Topolino.
Nel 2014 si trasferisce a New York, dove lavora come corrispondente per Linkiesta, L'Espresso, Rolling Stone Italia, IL magazine de Il Sole 24 Ore e Pagina99 scrivendo di cultura e letteratura statunitense.
Nel 2016 pubblica per Minimum fax Non è un mestiere per scrittori. Vivere e fare libri in America, lungo reportage narrativo sul mondo editoriale statunitense. Nel 2017 partecipa all'antologia curata da Alberto Rollo Che cosa ho in testa (Baldini+Castoldi) e avvia una collaborazione con la rivista Linus (periodico).
Nel 2018 comincia a collaborare come traduttore per la saggistica con Bompiani e fonda, con Jacopo Cirillo, Davide Azzolini e Nicola Giuliano, la società di produzione Aguilar Entertainment, che si occupa di stand up comedy e con la quale ha prodotto, l'anno successivo, i primi tre comedy special italiani di Edoardo Ferrario, Francesco De Carlo e Saverio Raimondo per Netflix e nel 2020 i comedy special di Edoardo Ferrario per RaiPlay e Luca Ravenna.
Nel 2019 idea, scrive, conduce e produce i podcast Comedians e, con Guia Cortassa, Un'estate fa, per StorieLibere. Nello stesso anno pubblica l'antologia Stand-up comedy (Einaudi Stile Libero) e, nel 2020, Milano. Storia comica di una città tragica(Bompiani). Sempre nel 2020 ha curato la raccolta di saggi Armoniose bugie di John Updike per Edizioni SUR.
Dal 2020 lavora come produttore esecutivo per la casa di produzione napoletana Dazzle Communication.
Nel 2021 cura e traduce la raccolta di scritti dell'umorista americana Fran Lebowitz La vita è qualcosa da fare quando non si riesce a dormire, per il quale lo stesso anno ritira il Premio della Satira Forte dei Marmi, e pubblica l'Atlante dei luoghi infestati, illustrato da Daria Petrilli, per Bompiani. Nello stesso anno partecipa alla produzione del documentario Formiche, scritto e diretto da Valerio Nicolosi, e alla produzione e alla scrittura di Vitti d'arte, Vitti d'amore, diretto da Fabrizio Corallo, sulla vita e la carriera di Monica Vitti.
Nel 2022 ha prodotto il comedy special La verità, lo giuro! di Michela Giraud per Netflix, e partecipato alla produzione della docu-series Il sequestro Dozier - Un’operazione perfetta, per Sky. Ha pubblicato, per Il dondolo, casa editrice digitale del Comune di Modena, l'ebook Gulp! e Supergulp! dedicato al lavoro di Guido De Maria. A cavallo tra il 2022 e il 2023 cura e conduce, alternandosi con Guia Cortassa, la trasmissione "Pagine" per l'emittente milanese Radio Raheem. Inoltre, avvia una collaborazione con La Stampa.
Nel 2023 cura assieme al romanziere americano Nickolas Butler la raccolta di saggi Storie dal Wisconsin, pubblicato da Black Coffee, e idea, cura e conduce, assieme a Jacopo Cirillo il podcast KINGHIANA, dedicato a Stephen King e realizzato in collaborazione con Arnoldo Mondadori Editore e Sperling&Kupfer. Nello stesso anno realizza il podcast BONVI - Storia di un fumettista. 
Nel 2024 realizza assieme a Giulia Depentor il podcast MIKE - Storia di una salma rubata, dedicato all'episodio del furto della salma di Mike Bongiorno dal cimitero di Dagnente, prodotto da OnePodcast, per cui collabora con Marco Maisano alla realizzazione del podcast In Real Life e con Florencia Di Stefano-Abichain a BFF. 
Vive e lavora tra Milano e il Lago di Comabbio.

## Opere

### Saggistica
- Non è un mestiere per scrittori. Vivere e fare libri in America. Roma, Minimum Fax, 2016 ISBN 9788875217143
- Milano. Storia comica di una città tragica. Milano, Bompiani, 2020 ISBN 9788830101760
- Atlante dei luoghi infestati. Milano, Bompiani, 2021 ISBN 9788830106758
- Gulp! e Supergulp! Modena, Il dondolo, 2022

### Traduzioni
- Ta-Nehisi Coates, Otto anni al potere. Milano, Bompiani, 2018 ISBN 9788869982064
- Kurt Vonnegut, Lee Stringer, Stringere la mano a Dio. Milano, Bompiani, 2020 ISBN 9788845297243
- Fran Lebowitz, La vita è qualcosa da fare quando non si riesce a dormire. Milano, Bompiani, 2021 ISBN 9788830104709

### Racconti in antologie collettive
- AA.VV., Che cosa ho in testa. Milano, Baldini+Castoldi, 2017 ISBN 9788893880442
- A.A.V.V., Stand-up Comedy. La prima antologia italiana, Torino, Einaudi, 2019, ISBN 9788806240936.
- AA.VV., Non si può più dire niente? Milano, Utet, 2022 ISBN 9788851198886

### Narrativa
- Senza un briciolo di emozione. Milano, Eclissi Editrice, 2012 ISBN 9788895200422
- Super Easy, illustrazioni di Pietro B. Zemelo, Milano, Fabbri, 2021, ISBN 9782822238595.

## Filmografia

### Comedy special
- Edoardo Ferrario, Temi caldi, 2019 (Produttore esecutivo)
- Francesco De Carlo, Cose di questo mondo, 2019 (Produttore esecutivo)
- Saverio Raimondo, Il satiro parlante, 2019 (Produttore esecutivo)
- Edoardo Ferrario, Diamoci un tono, 2020 (Produttore esecutivo)
- Luca Ravenna, Live @, 2020 (Produttore esecutivo)
- Michela Giraud, La verità, lo giuro!, 2022 (Produttore esecutivo)

### Film
- Fortuna, regia di Nicolangelo Gelormini, 2020 (Coordinating Producer)

### Documentari
- Ants, regia di Valerio Nicolosi, 2021 (Associate Producer)
- Vitti d'arte, Vitti d'amore, regia di Fabrizio Corallo, 2021 (Associate Producer)
- Il sequestro Dozier - Un’operazione perfetta, regia di Nicolangelo Gelormini, 2022 (Associate Producer)